# Scellé

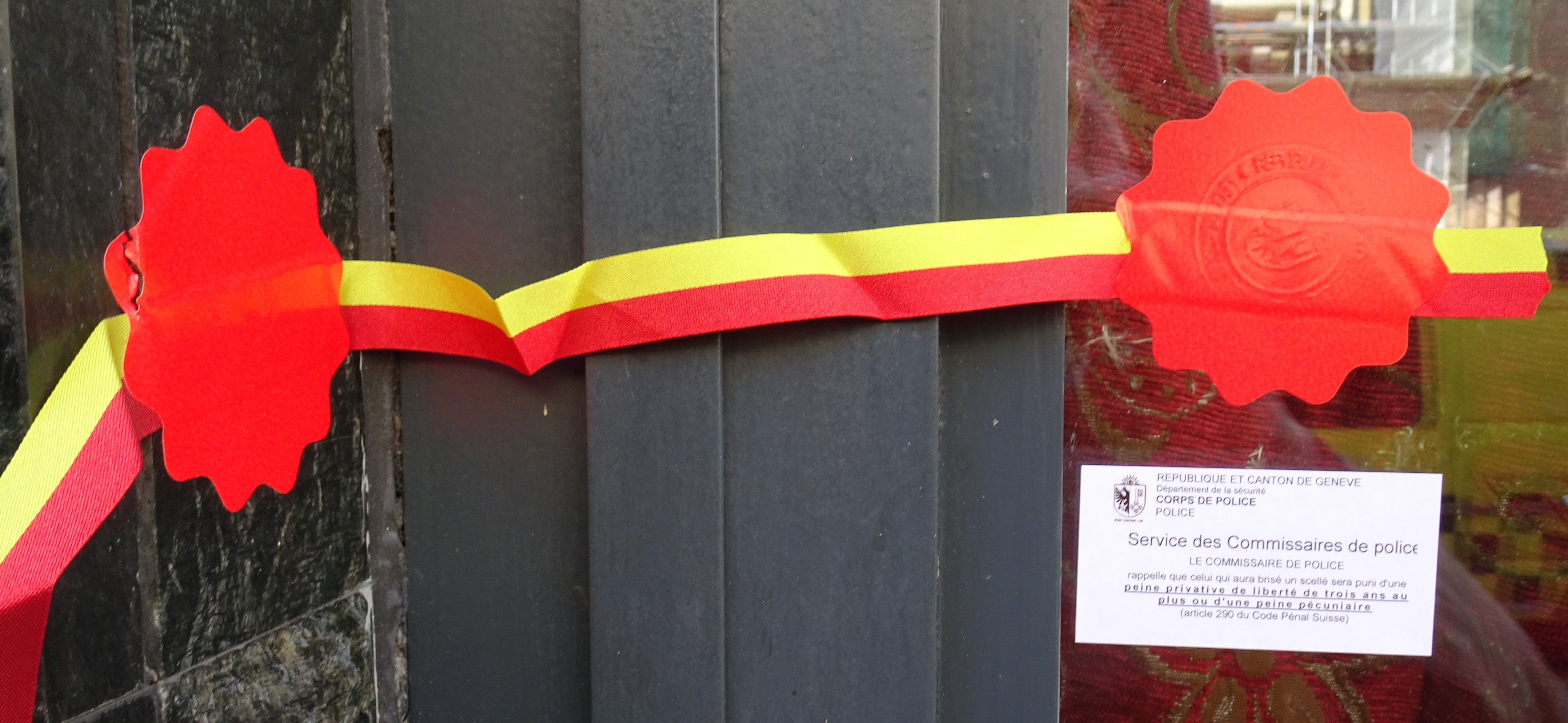
Restaurant sous scellé durant la pandémie de Covid-19 en Suisse.

Les scellés (du latin sigillare : sceau) constituent un dispositif fixé au moyen de cachets de cire portant l'empreinte d'un sceau officiel sur un bien à sauvegarder (document, paquet, meuble, local, avion, etc) de manière qu'il soit impossible, sans effraction, de procéder à l'ouverture de ce bien. 

## Description
La « mise sous scellés », ou « apposition des scellés », constitue l'ensemble des opérations matérielles consistant à placer des scellés, et par extension la décision judiciaire ordonnant cette mesure.

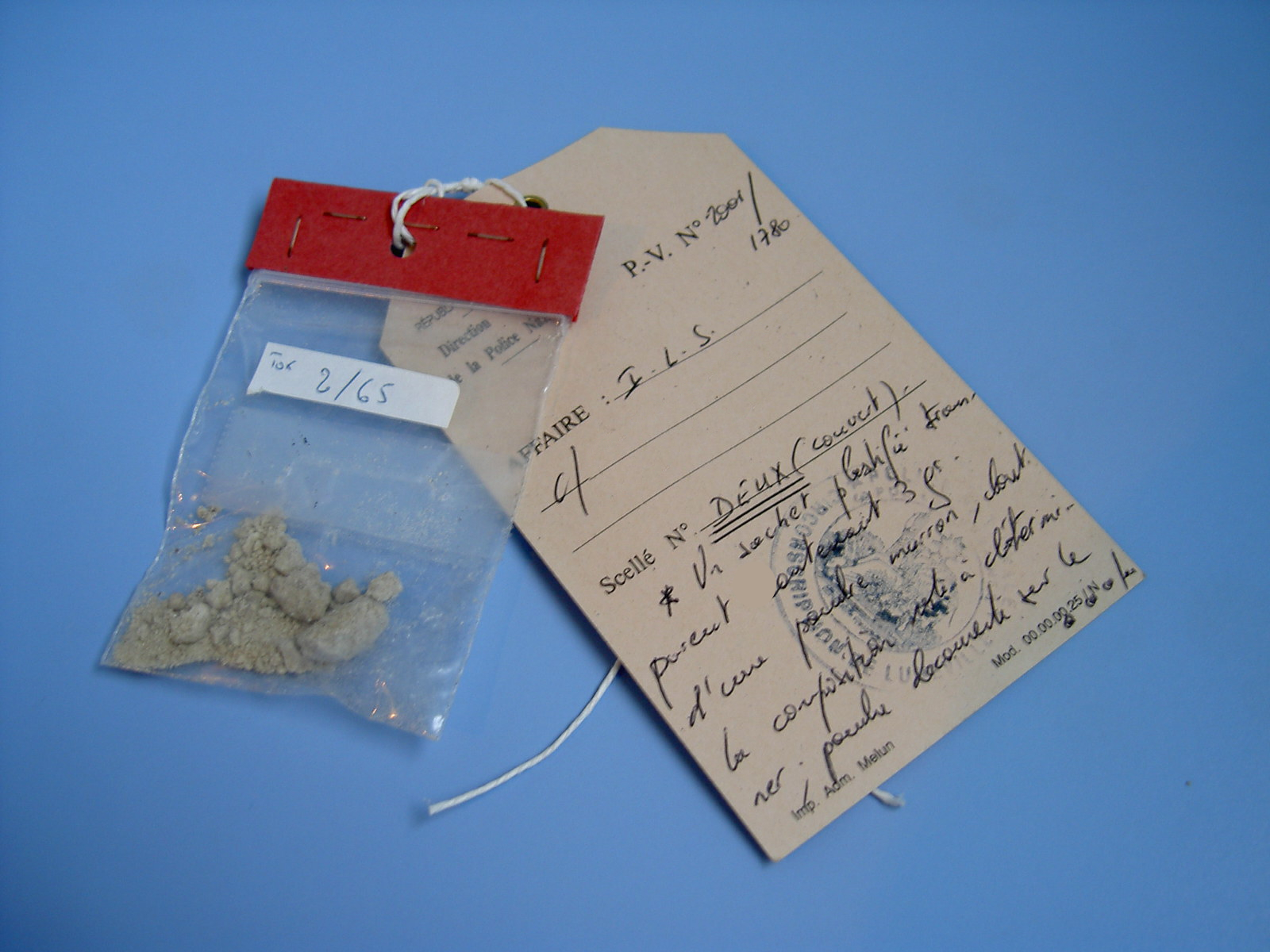
Échantillon d'héroïne sous scellé (saisie judiciaire dans le cadre d'une infraction à la législation sur les stupéfiants).

Hors du vocabulaire juridique francophone où le terme « scellés » est presque toujours écrit au pluriel dans des expressions consacrées, on emploie aussi le terme « scellement » pour une telle opération (bien que plus ambigu car il signifie aussi une simple fermeture hermétique sans nécessiter forcément l'apposition d'un sceau d'authentification).
Le mot s'emploie aussi au singulier pour désigner le dispositif matériel de fermeture lui-même : il peut en effet constituer d'un unique cachet frappé par un sceau, suffisant pour assurer la fermeture de petits objets comme le scellé de cire protégeant un document authentique jusqu'à son destinataire final, ou le scellé de plomb protégeant un compteur de consommation d'eau ou d'énergie ou une petite installation certifiée.
Divers constructeurs imposent un scellé sur les produits qu'ils acceptent de garantir contre les défauts de fabrication ou les dysfonctionnements (ce scellé n'est pas nécessairement muni d'un sceau mais d'un dispositif technique permettant de détecter leur dépose par l'utilisateur final qui aurait tenté de façon non garantie de démonter, modifier ou réparer  lui-même ce produit, ou via un réparateur non agréé).
Un scellé peut également être rendu inaltérable par le constructeur, toute tentative de dépose pouvant alors conduire à la destruction ou l'inutilisabilité du produit afin de protéger des secrets de fabrication : on en trouve des exemples dans les matériels électroniques et notamment sur les puces intégrées, où ce scellé prend la forme d'une résine isolante et opaque, qui ne peut plus être retirée après fabrication par des moyens mécaniques ou chimiques de ce qu'elle masque et protège des intrusions.
Le scellé peut également avoir une seconde fonction indispensable au bon fonctionnement comme le refroidissement, la protection physico-chimique (par exemple contre la lumière, l'humidité, et l'oxydation) ou la protection de l'utilisateur et de l'environnement (si le contenu sous scellé est dangereux ou toxique).
Sur certaines classes de produits, le scellé peut être imposé au constructeur par la législation en vigueur (notamment concernant la sécurité et la protection de l'environnement) ou par les normes et standards industriels auxquels le constructeur indique se conformer pour pouvoir mettre ce produit sur le marché ou pour le transporter et l'exporter. L'utilisateur ou les autorités doivent pouvoir facilement constater sa non-dégradation.